# Anna Palm de Rosa

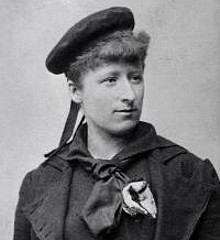
Anna Palm de Rosa

Anna Sofia Palm de Rosa (Stockholm, 25 december 1859 – Madonna dell'Arco, 2 mei 1924) was een Zweedse kunstenaar en landschapsschilder. In de jaren 1890 werd ze een van de populairste schilders van Zweden met haar aquarellen van stoomboten en zeilschepen en scènes van Stockholm. Ze schilderde ook een gedenkwaardige schilderij van een kaartspel in hotel in Skagen toen ze een zomer doorbracht met de Skagenschilders. Op 36-jarige leeftijd verliet Anna Palm Zweden voorgoed en bracht de rest van haar leven door in het zuiden van Italië, waar ze trouwde met een infanterie-officier.

## Levensloop
Palm de Rosa, geboren op eerste kerstdag 1859 in Stockholm, was de dochter van de schilder Gustaf Wilhelm Palm en Eva Sandberg, de dochter van de schilder Johan Gustaf Sandberg. Het ouderlijk huis op Barnhuträdgårdgatan nr. 19 (tegenwoordig Olof Palmas gata) was een populaire ontmoetingsplaats voor hun artistieke vrienden, waaronder Nils Kreuger, Gustaf Cederström, Georg Pauli en Vicke Andrén (1856-1930). Anna Palm werd opgeleid door haar vader die lesgaf aan de lagere tekenacademie (Elementarteckningsskolan), die studenten voorbereidde op de Koninklijke Zweedse Kunstacademie.
Zelf ging ze niet naar de Koninklijke Academie omdat het nog steeds ongebruikelijk was dat vrouwen daar studeerden. In de jaren 1880 werd ze leerling van de historieschilder Edvard Perséus en de landschapsschilder Per Daniel Holm (1835–1903). In 1885 reisde ze met steun van haar ouders naar Denemarken, waar ze enige tijd in Skagen verbleef, waar ze Et l'hombre parti på Brøndums Hotel schilderde (Een potje ombre in Brøndums Hotel). Ze ging ook naar Antwerpen, waar ze studeerde bij de zeeschilder Romain Steppe (1859–1927) voordat ze enige tijd in Parijs doorbracht.

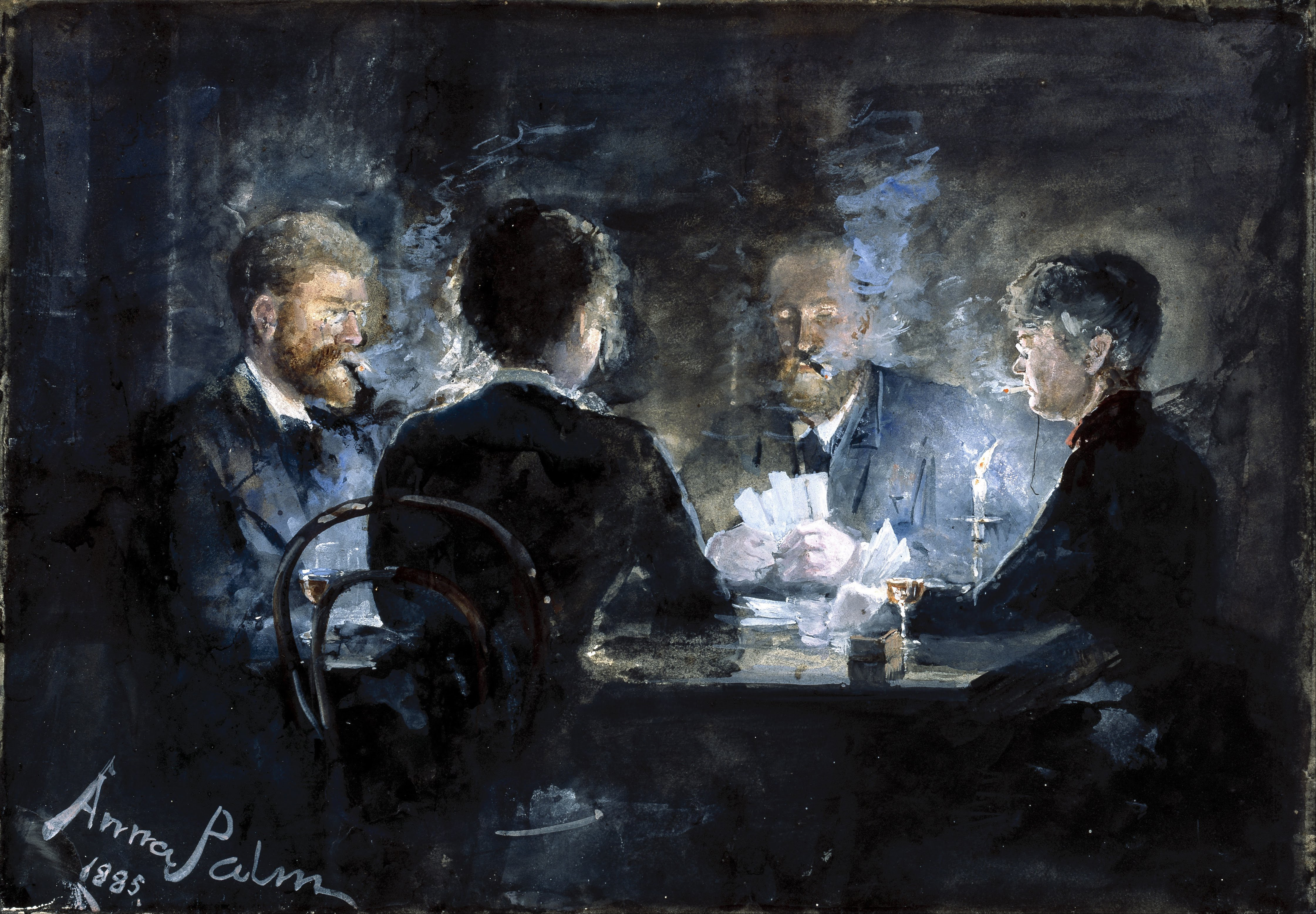
Anna Palm: Een potje ombre in Brøndums Hotel (1885)

Palm de Rosa was een van de 84 kunstenaars die in 1885 een brief ondertekenden waarin werd opgeroepen tot radicale veranderingen in het onderwijs van de Zweedse Academie, dat zij als verouderd beschouwden. Toch exposeerde zij in 1885 en 1887 aan de Academie en van 1889 tot 1891 gaf zij er les in aquarelleren.
Op 31 december 1895 verliet ze Zweden voorgoed. Ze woonde enkele jaren in Parijs en verhuisde toen naar Italië, waar ze de luitenant Alfredo de Rosa ontmoette. Ze trouwden in 1901 en kregen een zoon. Ze vestigden zich in Madonna dell'Arco bij Sant'Anastasia, waar Palm de Rosa op 64-jarige leeftijd overleed.

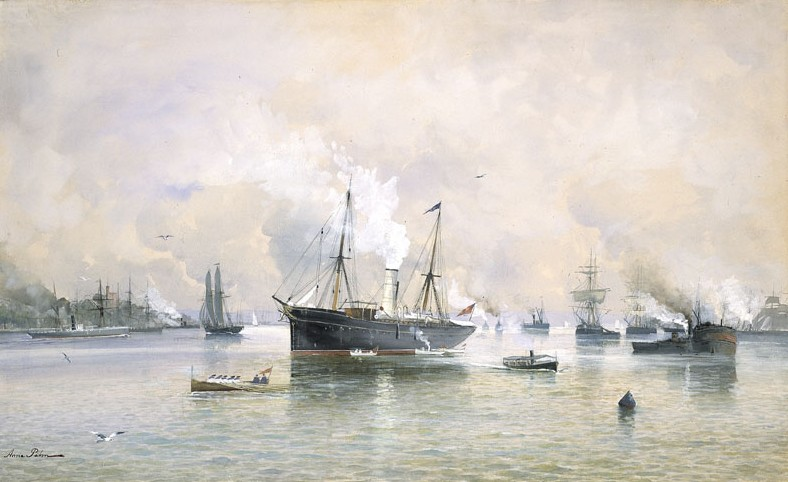
Verkeer op Stockholms ström (Stockholm, 1890)
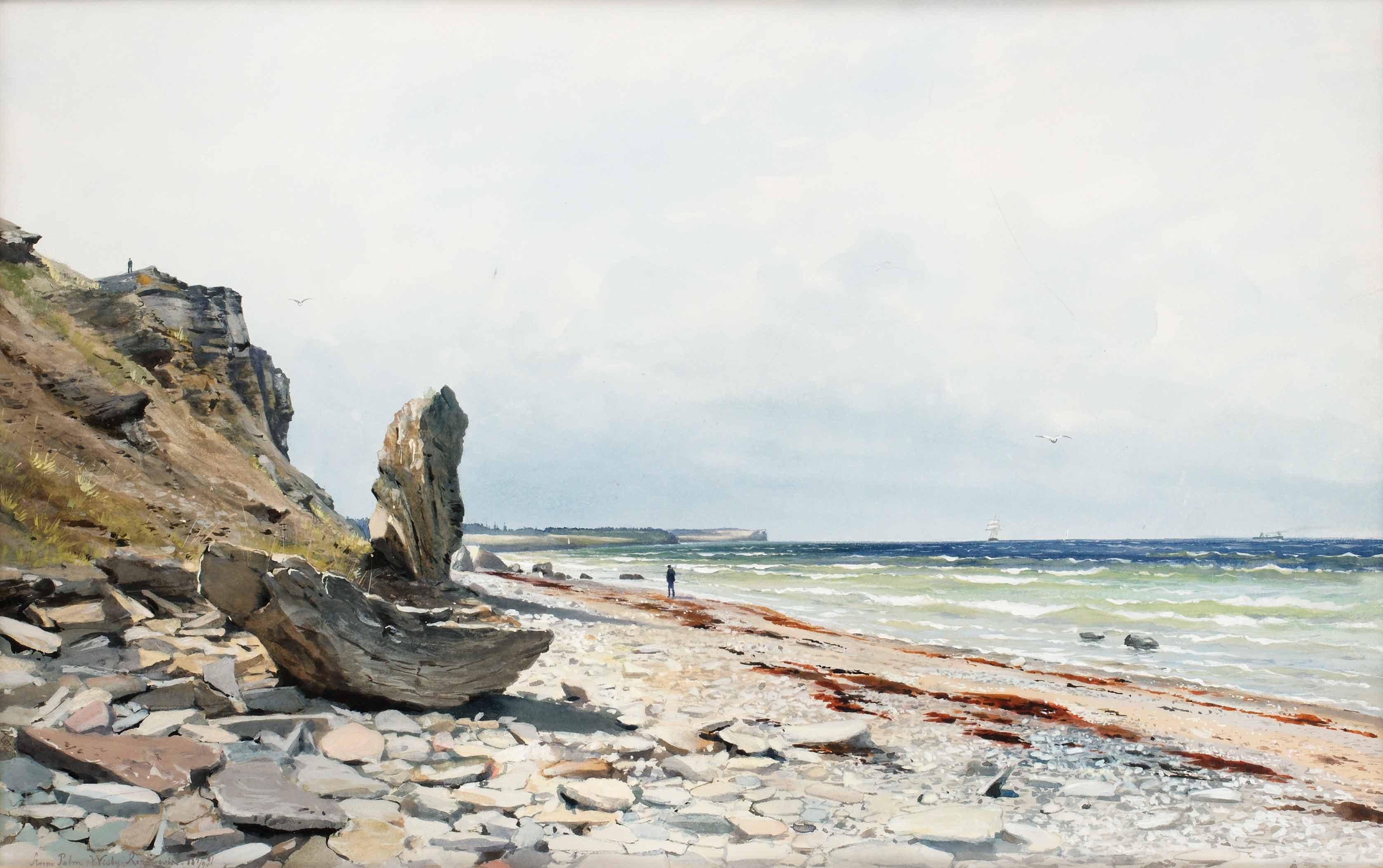
Högklint Cliff ( Gotland, 1891)
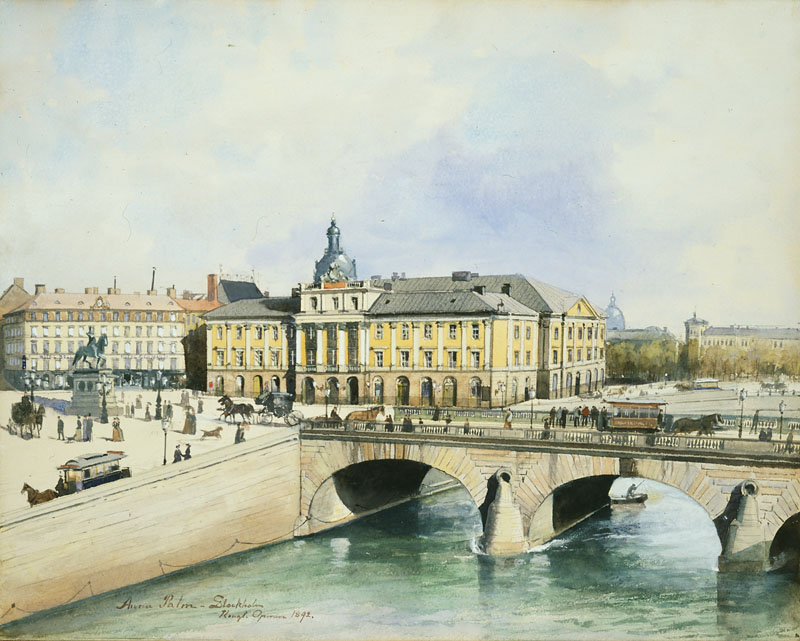
Het oude operagebouw uit Helgeandsholmen (Stockholm, 1892)
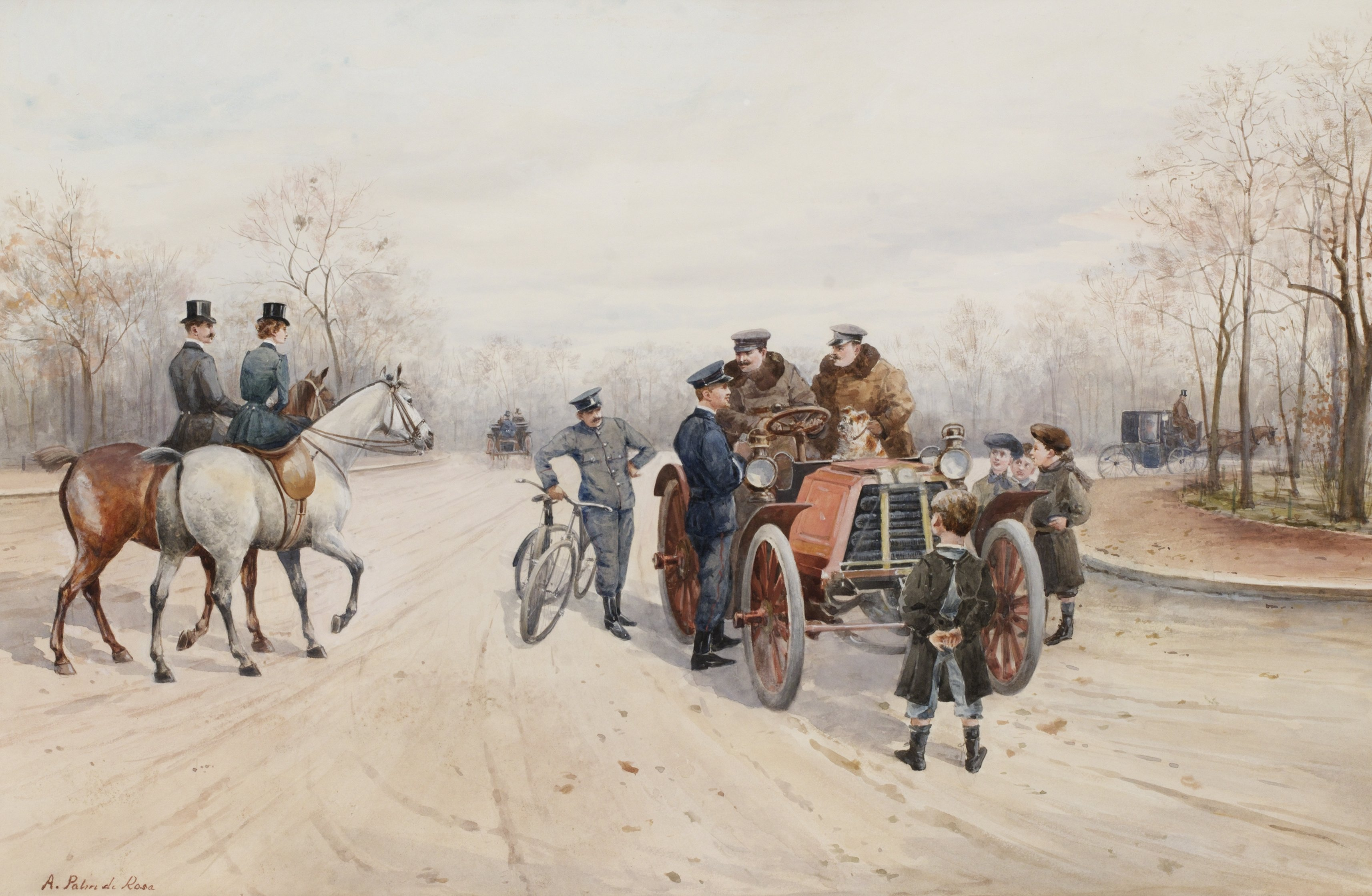
Snelheidsovertreding Bois de Boulogne (Parijs)
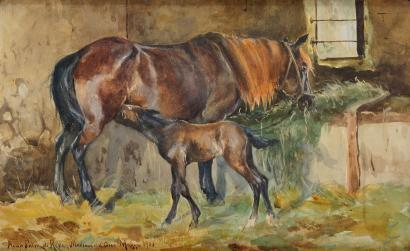
Merrie en haar veulen (Madonna dell'Arco, 1908)

- Gemeinsame Normdatei: 1225651069
- International Standard Name Identifier: 0000 0004 2660 4996
- KulturNav: 7377adc5-1a3d-40b6-85d3-3c288aa2de2f
- RKD-Nederlands Instituut voor Kunstgeschiedenis: 61594
- LIBRIS: 356780
- Union List of Artist Names: 500094803
- Virtual International Authority File: 96377313
- WorldCat: E39PBJtcDfbmKJDMrjprPTPhHC